# Paweł Jarkowski
Paweł Jarkowski (ur. 1781 w Krakowie, zm. 24 maja 1845 w Kijowie) − polski bibliotekarz i bibliograf, wykształcony w Wojewódzkiej Szkole Wydziałowej w Krzemieńcu na Wołyniu.

## Praca zawodowa

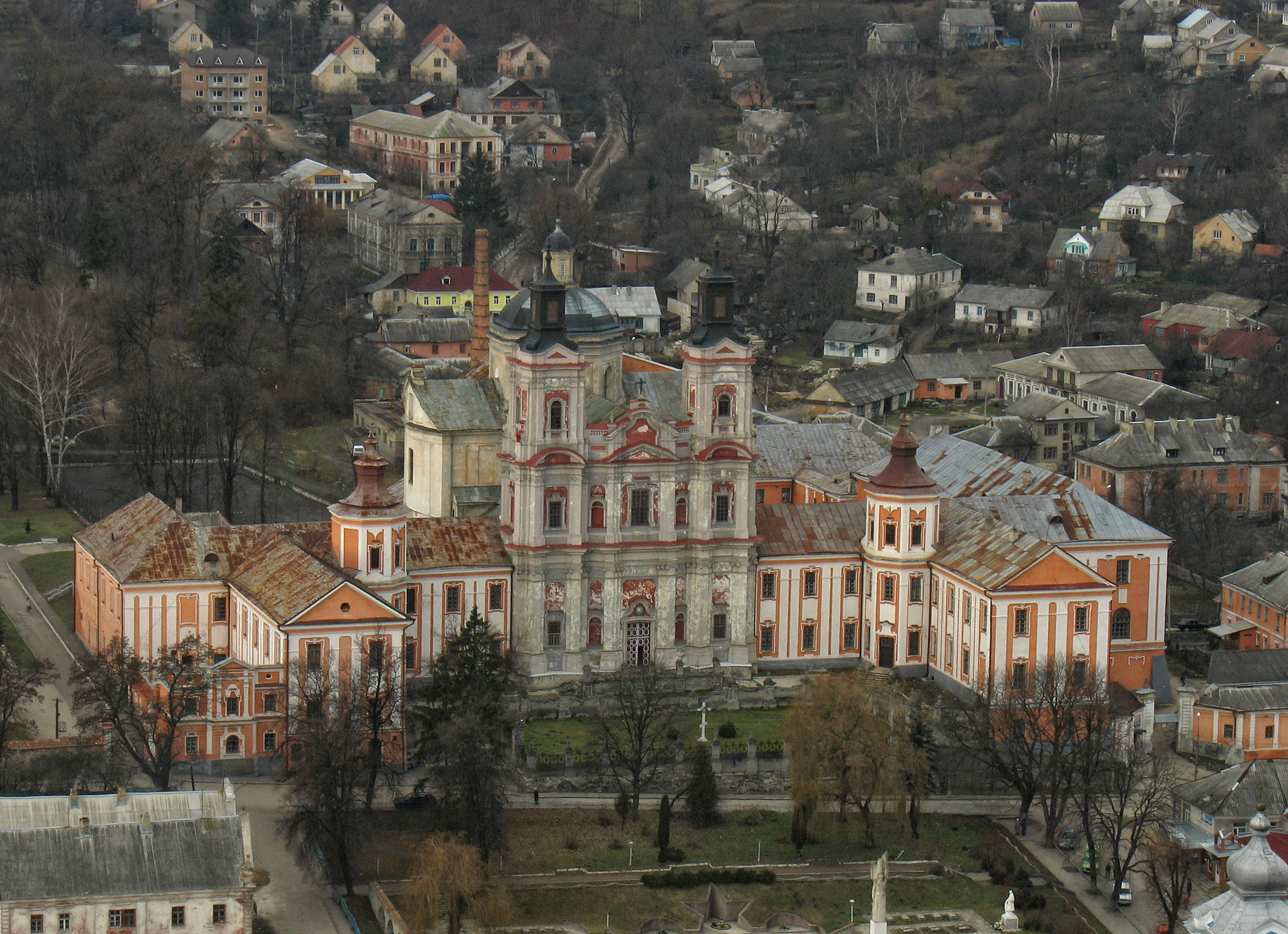
Liceum Krzemienieckie, w którym w latach 1809-1832 pracował Paweł Jarkowski

W latach 1801–1805 był nauczycielem "nauki moralnej" i języka francuskiego. W 1804 roku otrzymał w spadku od Hugona Kołłątaja jego księgozbiór, a w roku 1805 za sprawą Tadeusza Czackiego został nauczycielem języka francuskiego i bibliotekarzem w Gimnazjum Wołyńskim, przekształconym w 1818 roku w Liceum Krzemienieckie. W 1809 roku otrzymał stanowisko bibliotekarza i nauczyciela bibliografii. Na podstawie wykładów z bibliologi prowadzonych w liceum Krzemienieckiego, w 1814 roku powstał rękopis pt. Wykłady Pawła Jarkowskiego. Bibliologia. Cz. 1: Bibliologia. Cz.2: Notaty i zapiski bibliologiczne zaginiony podczas II wojny światowej.
W 1818 roku Liceum Krzemienieckie otrzymało rangę uczelni akademickiej, a Pawłowi Jarkowskiemu zaproponowano stanowisko profesora. Nauczając gramatyki powszechnej, pełnił nadal funkcję bibliotekarza. Z powodu szybkiego rozrastania się zbiorów biblioteki krzemienieckiej i przenoszenia jej do pomieszczeń Kolegium Bazyliańskiego, Jarkowski wyjechał do Krakowa i Warszawy, by zapoznać się z organizacją tamtejszych bibliotek. Po powrocie opracował księgozbiór, zachowując podział rzeczowy nadany bibliotece królewskiej przez Jana Chrzciciela Albertrandiego, jednocześnie rozbudował opisy książek, tworząc katalog systematyczny; na jego gruncie stworzył indeks alfabetyczny, przekształcony następnie w formę katalogu. Jarkowski, dla lepszego funkcjonowania biblioteki, stworzył cztery katalogi: systematyczny, alfabetyczny powszechny, alfabetyczny szczególny oraz rzeczowy.
W 1832 roku, po upadku powstania listopadowego, Liceum Krzemienieckie zostało zlikwidowane, a zbiory biblioteczne rok później przewieziono do Kijowa, gdzie stały się podstawą dla tworzonej biblioteki Uniwersytetu św. Włodzimierza. Do Kijowa wyjechał również Jarkowski, obejmując tam stanowisko bibliotekarza, które pełnił aż do śmierci.

Pracowity, zacny, znał swój przedmiot gruntownie i sumiennie; do najlepszych bibliotekarzów w Polsce liczyć go można.

## Publikacje
Paweł Jarkowski nie wydał żadnej rozprawy z zakresu bibliologii, pozostawił natomiast pokaźną spuściznę rękopiśmienną. Większość z tych prac nie zachowała się. Zachowała się jedynie praca pt. Plan służący do wykładu bibliologii opracowany przez Jarkowskiego a przesłany w 1819 roku do Lelewela. Praca te wykorzystana została w Księgach bibliograficznych autorstwa Joachima Lelewela i wydana w formie rozprawki w 1935 roku przez Marię Danilewiczową. Obok zachowanych przez Karola Załozieckiego (Załogieckiego) notatek z wykładów Jarkowskiego, znajdujących się w Bibliotece Kórnickiej, są to jedyne zachowane źródła pozwalające na odtworzenie poglądów Jarkowskiego w dziedzinie bibliologii.
- O bibliografii i o niezbędnych dla bibliotekarza wiadomościach tejże – 1809 rok;
- Elementarny kurs bibliografii dla uczniów Liceum Wołyńskiego;
- Wykłady Pawła Jankowskiego. Bibliologia
- Plan systematycznego porządku dla ułożenia Biblioteki Liceum Wołyńskiego;
- Historia Biblioteki Liceum Wołyńskiego;
- Wiadomości o Bibliotece Liceum Krzemienieckiego i onej porządku.

## Koncepcje bibliograficzne Jarkowskiego
Paweł Jarkowski opracował innowacyjny schemat bibliologii powstały na koncepcjach m.in. Debure'a, Denisa i Peignota. Obejmował on:
I. Dzieje rzeczy książniczej.

II. Środki zachowania i udostępnienia płodów uczonych:
1. sztuka pisania
2. sztuka drukarska
III. Bibliografia właściwa:
1. znajomość części składających książnicę (rękopisy, księgi drukowane)
2. uporządkowanie tychże części (zaprowadzenie i utrzymanie porządku)
IV. Literatura bibliologii.
Jarkowski bibliologie umieszczał w dziale "umiejętności historycznych", w poddziale "historii literatury". Innowacyjną koncepcją było podporządkowanie bibliografii ogólnej nauce o książce.

## Odznaczenia
Za pracę na uniwersytecie kijowskim otrzymał:
- Order Świętej Anny III klasy
- Order Świętego Włodzimierza IV klasy (order patrona uczelni)